# Palm Tower
Der Palm Tower ist ein 240 Meter hohes Hochhaus in Dubai (Vereinigte Arabische Emirate). Der Turm liegt in unmittelbarer Nachbarschaft zur Nakheel Mall auf der künstlichen Palm Jumeirah Inselgruppe.

## Architektur und Nutzung
Der Hotel- und Wohnturm wurde vom Architekturbüro RSP Architects Planners & Engineers aus Singapur entworfen und verfügt über 52 Etagen. Das Gebäude zeichnet sich durch eine vollständige verspiegelte Außenfassade aus und verläuft in den oberen Stockwerken in Anlehnung an die Form einer Palme leicht gekrümmt nach außen.
Auf den obersten beiden Etagen finden sich sowohl eine Aussichtsplattform als auch ein Restaurant. Das Gebäude verfügt in der 50. Etage auf 210 Meter Höhe über einen der weltweit höchstgelegenen 360-Grad Infinity Pools.
Der Palm Tower beherbergt in den unteren 18. Etagen ein fünf-Sterne Hotel (St. Regis) der Marriott International Gruppe mit 289 Zimmern.